# Mihai Stoichiță
Mihai Cristian Stoichiță (ur. 10 maja 1954 w Bukareszcie), rumuński piłkarz i trener piłkarski. 
Jako piłkarz grał w takich klubach jak: Jiul Petroszany, Autobuzul Bukareszt, ponownie Jiul, Progresul Bukareszt, CS Târgoviște, ponownie Progresul i Gloria Buzău.
W latach 1996–1998 prowadził Steauę Bukareszt, z którą zdobył dwa tytuły mistrza Rumunii (1997 i 1998), pracował także w bułgarskim Liteksie Łowecz i - od 2003 do 2004 roku - z drużyną narodową Armenii. Od lipca 2005 do grudnia 2006 roku był selekcjonerem reprezentacji Kuwejtu. Został zwolniony po porażce w eliminacjach do Pucharu Azji 2007.